# Устойчиво строителство
Устойчивото строителство е система от практики и технологии в строителството, при което се оптимизира потреблението на материали, енергия и суровини (вода, въздух), с цел намаляване отпечатъка на човека върху околната среда. Този подход набляга на технологични решения и малко на цялостно преразглеждане на мястото и ролята на човека в природните процеси.